# Hacıosmanlar, Çaycuma
Hacıosmanlar là một xã thuộc huyện Çaycuma, tỉnh Zonguldak, Thổ Nhĩ Kỳ. Dân số thời điểm năm 2011 là 515 người.